# Richarlison
Ne doit pas être confondu avec le footballeur Richarlyson.
Richarlison de Andrade dit Richarlison, né le 10 mai 1997 à Nova Venécia au Brésil, est un footballeur international brésilien qui joue au poste d'attaquant à Tottenham Hotspur.

## Biographie

### Carrière en club

#### Jeunesse et América Mineiro
Richarlison commence le football au Real Noroeste, club de la ville voisine de sa ville natale. En décembre 2014, il intègre la section jeune de l'América Mineiro, avant de faire partie de l'effectif professionnel en juin 2015. Le mois suivant, il joue son premier match en équipe première en entrant en cours de jeu et en marquant un but contre Mogi Mirim. Son contrat est par la suite prolongé jusqu'en 2018 et l'América Mineiro est promu en première division brésilienne.

#### Fluminense
Le 29 décembre 2015, Richarlison signe un contrat de cinq ans au Fluminense. Il inscrit son premier but contre le rival local Flamengo, qui est également le but de la victoire.
Richarlison inscrit neuf buts en quarante-deux matchs de première division brésilienne avec Fluminense entre 2016 et 2017. Il participe également à la Copa Sudamericana 2017 (quatre matchs, deux buts).

#### Watford FC
Le 8 août 2017, Richarlison signe un contrat de cinq ans avec le Watford FC. prend part à son premier match sous le maillot des Hornets face au Liverpool FC en Premier League (3-3). Le 19 août 2017, le Brésilien inscrit son premier but avec Watford à l'occasion d'une rencontre de championnat contre l'AFC Bournemouth (0-2).
Richarlison prend part aux trente-huit journées de Premier League lors de sa première saison avec Watford, durant laquelle il inscrit cinq buts.

#### Everton FC
Le 24 juillet 2018, il s'engage pour cinq saisons avec l'Everton FC. Le 11 août suivant, il inscrit un doublé lors de son premier match sous le maillot des Toffees contre Wolverhampton en Premier League (2-2).

#### Tottenham Hotspur
Le 1er juillet 2022, il signe à Tottenham Hotspur pour un montant avoisinant les 70 M€. L'attaquant brésilien s'est engagé pour 5 ans. Il inscrit un doublé lors de son premier match en Ligue des Champions face à l'Olympique de Marseille. Auteur d'une saison compliquée, marquée par de nombreuses blessures et une relation mouvementée avec son entraineur Antonio Conte, il inscrit son 1er but en championnat face à Liverpool, mais il ne peut empêcher la défaite des siens.
Lors d'un match amical disputé le 26 juillet, Richarlison a été le clou de la victoire 5-1 de Tottenham sur Lion City. Il a marqué son premier triplé pour les Spurs, tandis que Kane et Lo Celso ont marqué une fois chacun. Avec le départ de Harry Kane, meilleur buteur de l'histoire de Tottenham, il devient le numéro 9 titulaire de l'équipe sous la houlette de Ange Postecoglou. Il inscrit son 1er but de la saison en Coupe de la Ligue en égalisant face à Fulham, bien que son équipe sera éliminée après une séance de tirs au but. 

### En équipe nationale
Richarlison participe au championnat sud-américain des moins de 20 ans en 2017 avec l'équipe du Brésil de cette catégorie. Il inscrit deux buts et délivre une passe décisive lors de cette compétition.
Le 28 août 2018, Richarlison est convoqué pour la première fois en équipe du Brésil par Tite, profitant du forfait de Pedro. Le 7 septembre 2018, il honore sa première sélection avec la Seleção en entrant en fin de match face aux États-Unis (victoire 0-2). Le 12 septembre suivant, Richarlison inscrit ses deux premiers buts avec la sélection brésilienne lors d'un match amical contre le Salvador (5-0),.
Sélectionné parmi les vingt-trois joueurs brésiliens pour participer à la Copa América 2019 qui se déroule au Brésil, Richarlison prend part à trois rencontres au cours du tournoi, et inscrit un but en finale contre le Pérou (victoire 3-1).
Richarlison est retenu dans la liste du sélectionneur Tite pour participer à la Copa América 2021. Régulièrement titularisé au cours de celle-ci, Richarlison inscrit un but et le Brésil s'incline en finale contre l'Argentine.
Au cours du même été, Richarlison est convoqué en équipe du Brésil olympique pour participer aux Jeux olympiques de Tokyo. Les Brésiliens sont médaillés d'or et Richarlison termine meilleur buteur de la compétition avec cinq buts.
Le 7 novembre 2022, il est sélectionné par Tite pour participer à la Coupe du monde 2022. Il inscrit un doublé en phase de groupe contre la Serbie, dont un spectaculaire en retourné acrobatique, qui sera élu plus beau but de la compétition.

## Statistiques

### Statistiques en club
| Saison                | Club                  | Championnat           | Championnat | Championnat | Championnat | Coupe nationale | Coupe nationale | Coupe nationale | Coupe de la Ligue | Coupe de la Ligue | Coupe de la Ligue | Supercoupe | Supercoupe | Supercoupe | Compétition(s) continentale(s) | Compétition(s) continentale(s) | Compétition(s) continentale(s) | Compétition(s) continentale(s) | Ligue régionale | Ligue régionale | Ligue régionale | Supercoupe de l'UEFA | Supercoupe de l'UEFA | Supercoupe de l'UEFA | Total | Total | Total |
| Saison                | Club                  | Division              | M.          | B.          | P.d.        | M.              | B.              | P.d.            | M.                | B.                | P.d.              | M.         | B.         | P.d.       | Comp.                          | M.                             | B.                             | P.d.                           | M.              | B.              | P.d.            | M.                   | B.                   | P.d.                 | M.    | B.    | P.d.  |
| 2015                  | América Mineiro       | Série B               | 24          | 9           | 4           | -               | -               | -               | -                 | -                 | -                 | -          | -          | -          | -                              | -                              | -                              | -                              | -               | -               | -               | -                    | -                    | -                    | 24    | 9     | 4     |
| 2016                  | Fluminense FC         | Série A               | 28          | 4           | 1           | 3               | 0               | 0               | -                 | -                 | -                 | -          | -          | -          | -                              | -                              | -                              | -                              | -               | -               | -               | -                    | -                    | -                    | 31    | 4     | 1     |
| 2017                  | Fluminense FC         | Série A               | 14          | 5           | 5           | 6               | 0               | 0               | -                 | -                 | -                 | -          | -          | -          | CS                             | 4                              | 2                              | 1                              | 12              | 8               | 0               | -                    | -                    | -                    | 36    | 15    | 6     |
| Sous-total            | Sous-total            | Sous-total            | 42          | 9           | 6           | 9               | 0               | 0               | -                 | -                 | -                 | -          | -          | -          | -                              | 4                              | 2                              | 1                              | 12              | 8               | 0               | -                    | -                    | -                    | 67    | 19    | 7     |
| 2017-2018             | Watford FC            | Premier League        | 38          | 5           | 5           | 1               | 0               | 0               | 2                 | 0                 | 0                 | -          | -          | -          | -                              | -                              | -                              | -                              | -               | -               | -               | -                    | -                    | -                    | 41    | 5     | 5     |
| 2018-2019             | Everton FC            | Premier League        | 35          | 13          | 2           | 2               | 1               | 0               | 1                 | 0                 | 0                 | -          | -          | -          | -                              | -                              | -                              | -                              | -               | -               | -               | -                    | -                    | -                    | 38    | 14    | 2     |
| 2019-2020             | Everton FC            | Premier League        | 36          | 13          | 3           | 1               | 0               | 0               | 4                 | 2                 | 0                 | -          | -          | -          | -                              | -                              | -                              | -                              | -               | -               | -               | -                    | -                    | -                    | 41    | 15    | 3     |
| 2020-2021             | Everton FC            | Premier League        | 34          | 7           | 3           | 3               | 3               | 0               | 3                 | 3                 | 0                 | -          | -          | -          | -                              | -                              | -                              | -                              | -               | -               | -               | -                    | -                    | -                    | 40    | 13    | 3     |
| 2021-2022             | Everton FC            | Premier League        | 30          | 10          | 5           | 3               | 1               | 0               | -                 | -                 | -                 | -          | -          | -          | -                              | -                              | -                              | -                              | -               | -               | -               | -                    | -                    | -                    | 33    | 11    | 5     |
| Sous-total            | Sous-total            | Sous-total            | 135         | 43          | 13          | 9               | 5               | 0               | 8                 | 5                 | 0                 | -          | -          | -          | -                              | -                              | -                              | -                              | -               | -               | -               | -                    | -                    | -                    | 152   | 53    | 13    |
| 2022-2023             | Tottenham Hotspur     | Premier League        | 27          | 1           | 4           | 1               | 0               | 0               | 1                 | 0                 | 0                 | -          | -          | -          | C1                             | 6                              | 2                              | 0                              | -               | -               | -               | -                    | -                    | -                    | 35    | 3     | 4     |
| 2023-2024             | Tottenham Hotspur     | Premier League        | 28          | 11          | 4           | 2               | 0               | 0               | 1                 | 1                 | 0                 | -          | -          | -          | -                              | -                              | -                              | -                              | -               | -               | -               | -                    | -                    | -                    | 31    | 12    | 4     |
| 2024-2025             | Tottenham Hotspur     | Premier League        | 15          | 4           | 1           | -               | -               | -               | 2                 | 0                 | 0                 | -          | -          | -          | C3                             | 7                              | 1                              | 1                              | -               | -               | -               | -                    | -                    | -                    | 24    | 5     | 2     |
| 2025-2026             | Tottenham Hotspur     | Premier League        | 1           | 2           | 0           | -               | -               | -               | -                 | -                 | -                 | -          | -          | -          | C1                             | -                              | -                              | -                              | -               | -               | -               | 1                    | 0                    | 0                    | 2     | 2     | 0     |
| Sous-total            | Sous-total            | Sous-total            | 71          | 17          | 9           | 3               | 0               | 0               | 4                 | 1                 | 0                 | -          | -          | -          | -                              | 13                             | 3                              | 1                              | -               | -               | -               | 1                    | 0                    | 0                    | 92    | 21    | 10    |
| Total sur la carrière | Total sur la carrière | Total sur la carrière | 310         | 84          | 37          | 22              | 5               | 0               | 14                | 6                 | 0                 | -          | -          | -          | -                              | 17                             | 5                              | 2                              | 12              | 8               | 0               | 1                    | 0                    | 0                    | 376   | 108   | 39    |

### En sélections nationales
| Saison                | Sélection             | Phases finales        | Phases finales | Phases finales | Phases finales | Éliminatoires | Éliminatoires | Éliminatoires | Matchs amicaux | Matchs amicaux | Matchs amicaux | Total | Total | Total |
| Saison                | Sélection             | Compétition           | M              | B              | Pd             | M             | B             | Pd            | M              | B              | Pd             | M     | B     | Pd    |
| --------------------- | --------------------- | --------------------- | -------------- | -------------- | -------------- | ------------- | ------------- | ------------- | -------------- | -------------- | -------------- | ----- | ----- | ----- |
| 2018-2019             | Brésil                | Copa América 2019     | 3              | 1              | 0              | -             | -             | -             | 10             | 5              | 4              | 13    | 6     | 4     |
| 2019-2020             | Brésil                | -                     | -              | -              | -              | -             | -             | -             | 6              | 0              | 0              | 6     | 0     | 0     |
| 2020-2021             | Brésil                | Copa América 2021     | 7              | 1              | 1              | 6             | 3             | 0             | -              | -              | -              | 13    | 4     | 1     |
| 2021-2022             | Brésil                | -                     | -              | -              | -              | 2             | 3             | 0             | 2              | 1              | 1              | 4     | 4     | 1     |
| 2022-2023             | Brésil                | Coupe du monde 2022   | 4              | 3              | 1              | -             | -             | -             | 4              | 3              | 1              | 8     | 6     | 2     |
| 2023-2024             | Brésil                | -                     | -              | -              | -              | 4             | 0             | 0             | -              | -              | -              | 4     | 0     | 0     |
| 2024-2025             | Brésil                | -                     | -              | -              | -              | 2             | 0             | 0             | -              | -              | -              | 2     | 0     | 0     |
| Total sur la carrière | Total sur la carrière | Total sur la carrière | 14             | 5              | 2              | 14            | 6             | 0             | 22             | 9              | 6              | 50    | 20    | 8     |

### Buts internationaux
| 0  | Date              | Lieu                                                        | Adversaire   | Score | Résultats | Compétitions                      |
| -- | ----------------- | ----------------------------------------------------------- | ------------ | ----- | --------- | --------------------------------- |
| 1  | 12 septembre 2018 | FedExField, Landover, États-Unis                            | Salvador     | 2-0   | 5-0       | Match amical                      |
| 2  | 4-0               | FedExField, Landover, États-Unis                            | Salvador     |       | 5-0       | Match amical                      |
| 3  | 20 novembre 2018  | Stadium MK, Milton Keynes, Angleterre                       | Cambodge     | 1-0   | 1-0       | Match amical                      |
| 4  | 5 juin 2019       | Stade national de Brasilia Mané Garrincha, Brasilia, Brésil | Qatar        | 1-0   | 2-0       | Match amical                      |
| 5  | 9 juin 2019       | Stade Beira-Rio, Porto Alegre, Brésil                       | Honduras     | 7-0   | 7-0       | Match amical                      |
| 6  | 7 juillet 2019    | Stade Maracanã, Rio de Janeiro, Brésil                      | Pérou        | 3-1   | 3-1       | Finale de la Copa América 2019    |
| 7  | 13 octobre 2020   | Estadio Nacional, Lima, Pérou                               | Pérou        | 2-2   | 2-4       | Éliminatoires Coupe du monde 2022 |
| 8  | 18 novembre 2020  | Stade Centenario, Montevideo, Uruguay                       | Uruguay      | 0-2   | 0-2       | Éliminatoires Coupe du monde 2022 |
| 9  | 4 juin 2021       | Stade Beira-Rio, Porto Alegre, Brésil                       | Équateur     | 1-0   | 2-0       | Éliminatoires Coupe du monde 2022 |
| 10 | 17 juin 2021      | Stade olympique Nilton-Santos, Rio de Janeiro, Brésil       | Pérou        | 4-0   | 4-0       | Copa América 2021                 |
| 11 | 24 novembre 2022  | Stade de Lusail, Lusail, Qatar                              | Serbie       | 2-0   | 2-0       | Coupe du monde de football 2022   |
| 12 | 5 décembre 2022   | Stadium 974, Doha, Qatar                                    | Corée du Sud | 4-1   | 4-1       | Coupe du monde de football 2022   |

## Palmarès

### En club
- Tottenham Hotspur
  - Vainqueur de la Ligue Europa en 2025[23]’[24]

### En sélection
- Brésil
  - Vainqueur de la Copa América en 2019
  - Finaliste de la Copa América en 2021.

- Brésil olympique
  -  Médaillé d'or aux Jeux olympiques en 2021.

### Distinctions personnelles
- Meilleur buteur du Tournoi des Jeux olympiques en 2021 (5 buts).
- But du tournoi de la Coupe du monde 2022[25]